# ハーフポテトな俺たち
『ハーフポテトな俺たち』（ハーフポテトなおれたち）は、1985年10月9日から同年12月25日まで日本テレビ系列にて、全12話が放送されたテレビドラマ。
当時ABブラザーズとして活動していた中山秀征の初主演作でもあった。

## あらすじ・概要
自分の生き方に不安や焦りを感じ、“自分たちが呼吸出来る場所”を求める高校2年生の少年たちがハンバーガーショップでのアルバイトを通じて出会う大人たちやその大人たちが構成する社会の中で、恋や友情に悩む思春期の心情を描く。
当初は「全26回」（2クール放送）を予定していたが、12回で打ち切りとなった。近年では、CS放送「日テレプラス」で繰り返し再放送された。
また、キャストの一人に大友柳太朗が予定されていたが撮影開始前に飛び降り自殺したため、別のキャストに変更された。大友は、この番組のプロデュ―サーに宛てた遺書を残している。

## キャスト
- 野村薫 - 中山秀征
- 秀吉 - 湯江健幸（現・湯江タケユキ）
- 松本早苗 - 香坂みゆき
- 宮坂正三 - 柳沢慎吾
- 堀田亮介 - 桑名正博
- 啓子 - 今井美樹
- 静 - 河合美智子
- 理代子（早苗の友人）- 蜷川有紀
- 紀子（静の親友）- 黒沢ひろみ
- 良江（静の母）- 吉野由樹子
- エリカ - 正力愛子
- みつ子（エリカの母） - 浅利香津代
- 啓子の母 - 松並志保
- 野村悟（薫の父）- 河原崎長一郎
- 野村洋子（薫の母）- 藤田弓子
- 野村幸之助 (薫の祖父）- 安部徹
- 永瀬正敏
- 宮城宗典
- 岩本宗規
- 矢追幸宏
- 砂川真吾
- 吉沢梨絵
- 水木薫
- 水島 - 岡本富士太
- 橋本菊子
- PJ - ドナルド・P・ジュニア
- 阿部川 - 布施博
- 山岸 - 北村総一朗

## 楽曲

### オープニングテーマ
- レベッカ「ガールズ ブラボー!」

### エンディングテーマ
- レベッカ「フレンズ」

### 挿入歌
- レベッカ「Maybe Tomorrow」

## スタッフ
- 脚本 -　サブタイトル参照
- 演出 -　サブタイトル参照
- 音楽 - 大谷和夫
- 制作 - 中島忠史
- プロデューサー - 吉野洋、大野秀樹
- 企画協力 - PDS
- 制作協力 - 生田スタジオ
- 製作著作 - 日本テレビ

## サブタイトル
| 各話   | 放送日         | サブタイトル          | 脚本               | 演出     | 備考                                          |
| ------ | -------------- | --------------------- | ------------------ | -------- | --------------------------------------------- |
| 第1回  | 1985年10月9日  | 危ないことしたい      | 宮村優子           | 小松伸生 |                                               |
| 第2回  | 1985年10月16日 | あいつに女が…         | 宮村優子、中岡京平 | 小松伸生 | ゲスト：藤大介（佐々木）                      |
| 第3回  | 1985年10月23日 | なんとなく初体験      | 斎藤博             | 井上健   |                                               |
| 第4回  | 1985年10月30日 | 愚かな私なのです      | 中岡京平           | 井上健   |                                               |
| 第5回  | 1985年11月6日  | 俺って九官鳥…?        | 一色伸幸           | 小松伸生 |                                               |
| 第6回  | 1985年11月13日 | 不純しちゃいそう      | 中岡京平           | 田中芳樹 | ゲスト：ヒロコ・グレース（サリー ＝PJの恋人） |
| 第7回  | 1985年11月20日 | 女のこと判んねえ      | 宮村優子           | 井上健   | ゲスト：浅利香津代（エリカの母・みつ子）      |
| 第8回  | 1985年11月27日 | 女子高生ナンパ事件    | 斎藤博             | 小松伸生 |                                               |
| 第9回  | 1985年12月4日  | 駆け落ち、混浴…       | 中岡京平           | 小松伸生 |                                               |
| 第10回 | 1985年12月11日 | 17歳の欲望とその現実  | 一色伸幸           | 小山哲   |                                               |
| 第11回 | 1985年12月18日 | 合コン、同棲、熱愛    | 中岡京平           | 井上健   |                                               |
| 最終回 | 1985年12月25日 | 2人のメリークリスマス |                    |          |                                               |

## エピソード
- 本作品は、これまで毎週金曜21時から放送されていた「金曜劇場」・22時台のバラエティ枠と、水曜日21時台・22時台に放送されていた「水曜ロードショー」との枠の交換で設けられた連続ドラマ枠の第1弾で、当時は直後の22時台を含め、2枠連続でドラマが放送されていた。
- 本作での楽曲使用がきっかけでレベッカの知名度が向上した。ドラマのオープニング映像にはバンドメンバー本人たちが登場し、ライブハウスでNOKKOが「ガールズ ブラボー!」を歌う場面を演じている。番組放送中の10月21日に発売されたシングル「フレンズ/ガールズ ブラボー!」はオリコン3位、11月1日発売のアルバム『REBECCA IV 〜Maybe Tomorrow〜』はオリコン1位を獲得している。